# ガスシールドアーク溶接
ガスシールドアーク溶接（ガスシールドアークようせつ、英：gas-shielded metal arc welding または Gas metal arc welding；略称 GMAW または GMA溶接）とは溶接工法の一種である。ガスで溶接面を空気から遮断（シールド）しつつ溶接を行うアーク溶接を意味する全般的な言葉である。

## 概要
ガスシールドアーク溶接は、電流によって発生するアーク放電の熱を利用する溶接技法であるところのアーク溶接において、高温となった金属が酸素と反応しながら酸化するのを防ぐために、不活性のガス（気体）を噴射しながら行う手法で、使われるガスにはアルゴンやヘリウムといった不活性ガスや、これらと二酸化炭素（CO2）の混合ガスなどがある。
これらのガスは溶接される材料に対して、溶接材を繰り出す機構をもつ器具先端などから噴射されるが、これらは溶接面より酸素を含んだ空気を押しのけつつ熱を奪いながら環境に放出される。このため、人が作業する上では換気が必要である。産業用ロボットを使う場合は、あまり換気は配慮されない。なおガスは一定の圧力で噴射されるものの、風のある環境ではこのシールドガスが吹き飛ばされてしまうため、安定した溶接品質が望めない。このためガス噴射方法を工夫した器具も見られる。

## 種類
- 溶極式
  - 炭酸ガスアーク溶接（二酸化炭素のみでシールドする）
  - ミグ溶接（主に不活性ガスでシールドする）
  - マグ溶接（アルゴンと二酸化炭素を用いてシールドする）
- 非溶極式
  - ティグ溶接（ 溶加棒を加えながら溶接する）